# 필리프 나옹
필리프 나옹(프랑스어: Philippe Nahon, 1938년 12월 24일~2020년 4월 19일)은 프랑스의 배우이다.
파리에서 태어났으며 파리에서 코로나바이러스감염증-19로 인해 사망하였다.

## 영화
- 낫싱 세이크리드 (2015년)
- 콜트 45 (2014년)
- 더 인포먼트 (2013년) - 글라코스 역
- 아워 히어로즈 다이드 투나잇 (2013년)
- 오 놈 뒤 필 (2012년)
- 워 호스 (2011년) - 프랑스의 경매인 역
- 파이브 브라더스 (2010년)
- 더 팩 (2010년)
- 킬 미 플리즈 (2010년)
- 맘무스 (2010년)
- 블랑섹의 기이한 모험 (2010년) - 머나드 교수 역
- 인간 (2009년)
- MR 73 (2008년)
- 엘도라도 (2008년)
- Vous êtes de la police ? (2007)
- 두 번째 숨결 (2007년)
- 드래곤 헌터 (2007년) - 아놀드 성주(프랑스어) 목소리 역
- 금요일 혹은 다른 날 (2005년)
- 죽을 고생 (2004년)
- 몽환실험 (2003년)
- 엑스텐션 (2003년) - 살인자 역
- 더 코드 (2002년)
- 돌이킬 수 없는 (2002년) - 필립 역
- 늑대의 후예들 (2001년)
- Millevaches experience (2000년)
- 세이브 미 (2000년)
- 크림슨 리버 (2000년)
- 이웃집 지휘관 (1999, Les convoyeurs attendent)
- 아이 스탠드 얼로운 (1998년)
- 까르네 (1991년)
- 밀고자 (1961년)